# Meteoraspis
Meteoraspis (лат.) — вымерший род трилобитов отряда птихопарииды (Ptychopariida) семейства Tricrepicephalidae. Включает виды, обитавшие от 501 до 497 миллионов лет назад, в дресбахском веке позднего кембрийского периода. Окаменелости Meteoraspis характерны для позднекембрийсих пластов Северной Америки, хотя они найдены и в других местах с кембрийскими отложениями, например, Meteoraspis nevensis обнаружен на Земле Виктории в Антарктиде.

## Описание
Контур экзоскелета Meteoraspis имеет форму вытянутого, почти идеального перевёрнутого яйца, наибольшая ширина между кончиками щёчных шипов, длина в 1,6 раза превышает ширину. Головной щит (цефалон) с высоким сводом. Хорошо различимая центральная выпуклость (глабелла) выпуклая, удлинённо-сужающаяся, с закруглённой передней частью, только с одной бороздкой, которая пересекает её вблизи задней части цефалона, отделяя от затылочного кольца. На затылочном кольце может присутствовать утолщение. Остальные части цефалона, называемые фиксированными и свободными щеками (фиксигены и либригены), в приподнятом положении. Линии излома (швы), которые при линьке отделяют либригены от фиксиген, расходятся прямо перед глазами,  становятся параллельными возле бороздки на кайме и слегка сходятся на краях. С задней стороны глаз швы изгибаются приблизительно в форме буквы S, расходясь сначала больше наружу, а ближе к краю загибаются назад, разрезая задний край во внутреннем изгибе торакса (опистопарные швы). Характерным признаком является бороздка, параллельная краю (каймовая бороздка), с двумя малозаметными ямками перед глабеллой, изредка присутствует едва заметная третья срединная ямка. Нет гребней, которые соединяли бы глаза с глабеллой. Глаза среднего размера (более ⅓ длины глабеллы), расположены немного позади середины глабеллы. Общий угол заканчивается короткими шипами, растущими назад в пределах одного сегмента торакса. В сочленённом среднем отделе туловища (тораксе) тринадцать сегментов. Центральная ось выпуклая, её ширина меньше ½ ширины каждой из так называемых плевр по бокам. Сегменты направлены в стороны и закруглены спереди (серповидная форма). Хвостовой щит (пигидий) в ширину составляет ½ ширины цефалона, ширина почти вдвое превышает длину, не считая двух широко расположенных шипов в форме акульих зубов. Длина оси пигидия в 1¼ раза превышает ширину, с почти параллельными боками, почти достигает заднего края, содержит три или четыре осевых кольца; три группы межплевральных борозд и плевральных борозд заканчиваются на расстоянии от края. Не наблюдается бороздка, которая отделяла бы кайму от пигидия.

### Сравнение сTricrepicephalus
Виды родственного рода Tricrepicephalus отличаются от видов Meteoraspis наличием трёх одинаково выраженных ямок в передней бороздке на кайме, заметно менее сводчатым цефалоном, с шипами, достигающими как минимум третьего сегмента торакса, двенадцати сегментов торакса, а также двух длинных, трубчатых, изогнутых шипов на пигидие, которые напоминают клешни уховёртки.

## Реклассифицированные виды
В 1981 году Филипп Жанвье выделил вид девонской костнощитковой рыбы Cephalaspis gigas с очень широким головным щитом в новый род, тоже названный Meteoraspis. Поскольку Рессер в 1935 году уже использовал это название для трилобита, род костнощитковых в 1987 году переименовали в Parameteoraspis.
Виды, исключённые из рода Meteoraspis:
- M. caroli = Parameteoraspis caroli
- M. gigas = Parameteoraspis gigas
- M. lanternaria = Parameteoraspis laternaria
- M. lata = Parameteoraspis lata
- M. laticornis = Parameteoraspis laticornis
- M. menoides = Parameteoraspis menoides
- M. oberon = Parameteoraspis oberon
- M. oblonga = Parameteoraspis oblonga

## Распространение
- M. etheridgei известен из кембрия Австралии (поздний миндяллан, известняковая формация Долодрук-Ривер, Гарви Галли, река Долодрук, Восточная Виктория, 37°36′ ю. ш. 146°36′ в. д.HGЯO)[7].
- M. metra найден в верхнем кембрии Соединённых Штатов (дресбахский ярус, зона Coosella, формация Райли, центральный Техас, 30°18′ с. ш. 97°42′ з. д.HGЯO[8]; и трилобитная зона Crepicephalus, нижний слой формации Дедвуд, крик Уайтвуд в округе Лид, южная Дакота, 44°18′ с. ш. 103°48′ з. д.HGЯO[9]).

## Палеоэкология
M. etheridgei обитал вместе с трилобитами Eugonocare tessellatum, Corynexochus plumula, Mindycrusta oepiki, Innitagnostus inexpectans, Peratagnostus и Pseudagnostus idalis, а также с брахиоподами Acrothele, Orbithele, Quadrisonia, Anabolotreta tegula, Anabolotreta sp., Dactylotreta redunca, Dactylotreta sp., Linnarssonia, Neotreta, Picnotreta sp., Picnotreta debilis, Stilpnotreta magna, Treptotreta sp., Treptotreta jucunda, Dictyonina, Micromitra modesta и Micromitra sp..